# Watsonia spectabilis
Watsonia spectabilis là một loài thực vật có hoa trong họ Diên vĩ. Loài này được Schinz miêu tả khoa học đầu tiên năm 1900.